# The Belgrade Dixieland Orchestra
The Belgrade Dixieland Orchestra je jedan od najpoznatijih i najpopularnijih srpskih džez sastava, osnovan januara 2001. godine u Beogradu. Proistekao je kao logičan nastavak „Diksilend ansambla Ljubomira Matijace“, koji je u poslednjim decenijama 20. veka predstavljao jedini sastav ove orijentacije u Srbiji.
Oktobra 2010. godine dobija jedno od najvažnijih i najvrednijih društvenih priznanja: biva uvršten u zvanični udžbenik za muzičko vaspitanje za 8. razred osnovne škole, u lekciji o domaćem džezu.

## Osnivanje
Doajen domaćeg džeza, iskusni trombonista Ljubomir Matijaca, osnivač je i prvi umetnički rukovodilac „The Belgrade Dixieland Orchestra“ i zaslužan za precizno stilsko usmerenje orkestra i njegov muzički izraz. Uz njega, nemerljiv doprinos brzom stasavanju i formiranju jedinstvenog i prepoznatljivog zvuka daje saksofonista, aranžer i kompozitor Ivan Švager. Njegovi aranžmani i danas čine okosnicu najvećeg broja kompozicija koje orkestar izvodi.
Godine 2005. Orkestar pokreće džez festival pod nazivom „Rođendan džeza” koji se i danas tradicionalno održava svakog 26. februara, na dan kada je 1917. godine snimljena prva gramofonska ploča sa zvukom džeza.
Krajem 2007. godine ulogu umetničkog rukovodioca preuzima Vladimir Racković, bendžoista, vokalni solista, aranžer i muzički producent orkestra koji dodaje novu dimenziju i ulogu ovom sastavu, usmeravajući celokupnu koncertnu i diskografsku misiju u istraživačkom i edukativnom smeru. O tome svedoči više stotina edukativnih koncerata širom Srbije pod nazivom „Tako je nastao džez“, koji se sa nesmanjenim intenzitetom održavaju i danas.

## Koncertna aktivnost
Nakon prve dve godine rada na aranžmanima, stvaranja repertoara i velikog broja klupskih nastupa, orkestar se prvi put javnosti predstavlja zvaničnim koncertom na valjevskom džez festivalu 9. maja 2003. godine, i od tada funkcioniše isključivo kao koncertni orkestar.
- Postava benda iz 2004. godine
- Dixie Dance Show
- Vladimir Racković, umetnički rukovodilac

Ubrzo zatim, a u skladu sa željom za popularizacijom džeza, orkestar formira i svoj prateći atraktivni plesni sastav „The Dixie Dance Show“, koji i do današnjeg dana na najbolji način upotpunjava koncerte orkestra, prezentujući gledaocima danas retko izvođene plesove sa početka 20. veka kao što su charleston, cake walk, black bottom i drugi... S početka Irena Žujović, a kasnije i Jelena Lazić koreografski su uobličile ovaj plesni izraz, čineći Belgrade Dixieland Orchestra jedinim džez sastavom u regionu koji ima svoj stalni prateći plesni sastav. Ovako koncipiran koncertni spektakl sa čak dvadeset umetnika na sceni već godinama predstavlja apsolutnu retkost na džez scenama u ovom delu Evrope.

## Učešće na festivalima
Koncertna aktivnost je prevazišla granice svoje zemlje, te orkestar postaje jedan od najaktivnijih reprezenata naše džez umetnosti u Evropi: 
- , 24. mart 2006.
- , 30. jun 2006.
- , 1. jul 2006.
- „“, Sarajevo, BIH, 1.09. 2006. i 23. i 24. feruar 2007.
- , 12. avgust 2008.
- , 25. mart 2009.
- „“, Petrovac, Montenegro, 3. septembar 2009.
- , 20. 21. i 22. maj 2011.[3]
- , 1. i 2. jul 2011.
- , 27. oktobar 2012.
- , 11. oktobar 2013.
- , 22. maj 2014.
- , 10. i 11. avgust 2015.

## Diskografija
Orkestar izdaje 2004. godine svoj prvi zvanični CD („Belgrade Dixieland Orchestra, PGP RTS), čiji rasprodat tiraž usmerava orkestar na kontinuiranu diskografsku aktivnost. Od tada orkestar objavljuje nove diskografske materijale na svake dve godine, čime se svrstava u diskografski najplodonosnije orkestre u Srbiji.
Ovaj programski zaokret uticao je i na konceptualnost narednih diskografskih izdanja, na kojima orkrestar objavljuje izuzetno stare kompozicije sa samih početaka džez umetnosti, prikazujući široj muzičkoj publici istorijsku važnost i umetničku vrednost dela odavno skrivenih od domaće muzičke javnosti. Veliku većinu tih dela niko pre ovog sastava nije objavio na domaćem diskografskom tržištu.
Stilizovano gledano, orkestar postaje unikatni putujući muzej izvornog, tradicionalnog džeza i kao takav za izuzetno kratko vreme izrasta u značajnu kulturološku instituciju srpske prestonice i jedinstven predstavnik muzičke kulture svoje zemlje.

### Albumi sa numerama
- BELGRADE DIXIELAND ORCHESTRA (2004. PGP RTS)

1. Muskrat Ramble
2. Tiger Rag
3. Na te mislim
4. Sentimental Journey
5. Yes Sir /that’s my Baby /
6. Basin Street Blues
7. I Can’t Give You Anythin’ but Love
8. Muppet Show / theme /
9. Red Roses for a Blue Lady
10. All of Me
11. St. James Infirmary
12. When You’re Smilin’
13. C’est si Bon
14. Seoska sam lola
15. Bonus track: St. James Infirmary live (Sava Center, 12. december 2003)

- MOON OVER BOURBON STREET (2006. PGP RTS)

1. Mama Don’t Allow
2. The Bourbon Street Parade
3. Livery Stable Blues
4. Stranger on the Shore
5. Alexander’s Ragtime Band
6. St. Louis Blues
7. Na kraj sela čađava mehana
8. Hello Dolly!
9. La Vie En Rose
10. Wild Cat Blues
11. Moon Over Bourbon Street
12. Oh, Lady Be Good!

- JAZZ MUSEUM (2008. PGP RTS)

1. At The Jazz Band Ball
2. Panama Rag
3. Tin Roof Blues
4. Ja – Da
5. Royal Garden blues
6. Tennessee Waltz
7. Sweet Georgia Brown
8. U tem Somboru
9. Black & Blue
10. Ice Cream
11. Nobody Knows The Trouble I’ve Seen
12. When The Saints Go Marchin’ In

- WHAT A DIXIE WE HAVE IN GOSPEL (2010. B.M.W. GmbH)

1. What a Friend we have in Jesus
2. Joshua fit the Battle of Jericho
3. Just a Closer Walk with Thee
4. The Old Rugged Cross
5. He’s Got the Whole World in His Hand
6. Down by the Riverside
7. Let My People Go
8. Amazing Grace
9. Glory, Glory Hallelujah
10. I’m on My Way to Canaan Land
11. Nobody Knows The Trouble I’ve Seen
12. When The Saints Go Marchin’ In

- NATIONAL TREASURE (2012. B.M.W. GmbH)[4]

1. Moja mala nema mane
2. Sinoć kad je pao mrak
3. Na te mislim
4. Seoska sam lola
5. Fijaker stari
6. Tiho noći
7. Na kraj sela čađava mehana
8. Tri meteri somota
9. Kraj jezera jedna kuća mala
10. Kad te vidim na sokaku
11. U tem Somboru
12. U ranu zoru

- ALL THAT JASS (2015. B.M.W. GmbH)[5]

1. Dixieland Jass Band One-Step
2. Bill Bailey
3. Mamie’s Blues
4. Indiana
5. I Found a New Baby
6. Everybody Loves my Baby
7. Nobody Knows You when You’re Down’n’Out
8. Cake Walking Babies
9. Black Bottom
10. The Charleston
11. Flee as a Bird to Your Mountain
12. Didn’t He Ramble

## Spoljašnje veze
- Zvanična prezentacija
- Ulični svirači/Belgrade Dixieland Orchestra(језик: енглески)
- Wordpress/The Belgrade Dixieland Orchestra-kompletna diskografija
- MjuzNews/Intervju-Vlada Racković